# Hoover Dam
Der Hoover Dam (englisch, deutsch Hoover-Damm oder -Staumauer) ist eine Talsperre auf der Grenze zwischen den US-Bundesstaaten Nevada und Arizona, knapp 45 Kilometer ostsüdöstlich von Las Vegas im Black Canyon. Sein Absperrbauwerk staut den Colorado River, der hier die Grenze zwischen Arizona und Nevada bildet, zum Lake Mead auf. Der Hauptzweck der Talsperre ist die kontrollierte Wasserabgabe in Arizona, Nevada und Kalifornien; ein weiterer Zweck ist die Gewinnung elektrischer Energie. Der Name des Bauwerks bezieht sich auf den US-amerikanischen Präsidenten Herbert Hoover.

## Bau der Talsperre
Gebaut wurde die Hoover-Staumauer zwischen 1931 und 1935 als Bogengewichtsmauer mit einer Höhe von 221 Metern. Die Staumauer war bis zum Bau der Vajont-Staumauer in Italien im Jahr 1961 das höchste Absperrbauwerk der Erde. Für das ikonische Äußere im Art-déco-Stil zeichnete der Architekt Gordon Kaufmann verantwortlich. Die Kronenbreite beträgt etwa 14 Meter und die Sohlbreite 201 Meter. Die Staumauer besteht aus rund 2,6 Millionen Kubikmeter Beton und 43.500 Tonnen Stahl.
Um die Baustelle trockenzulegen, wurden auf jeder Flussseite jeweils zwei Tunnel durch die Felswände der Schlucht getrieben und der Colorado durch sie hindurchgeleitet. Der Durchmesser der Tunnel betrug 17 Meter, jeder Tunnel hatte eine Länge von 1.200 Metern, wobei während der Bauzeit dieser Tunnel etwa 14 Meter pro Tag abgegraben wurden.
Die Staumauer wurde nicht in einem Stück gegossen, sondern aus vielen einzelnen trapezförmigen, 1,50 Meter hohen Betonblöcken erstellt. In die Blöcke wurden ein-Zoll-starke Wasserleitungen eingebunden, durch die gekühltes Wasser zirkulierte. Die Kühlanlagen waren in der Lage, jeden Tag 1000 Tonnen Eis zu produzieren. So konnte die beim Abbinden des Betons entstehende Hydrationswärme reduziert und damit eine Rissbildung vermindert werden. Hätte man die Mauer als einen Block gegossen, so wären zum endgültigen Abklingen des Auskühlungsprozesses 125 Jahre notwendig gewesen. Das Betonieren dauerte von Juni 1933 bis März 1935.

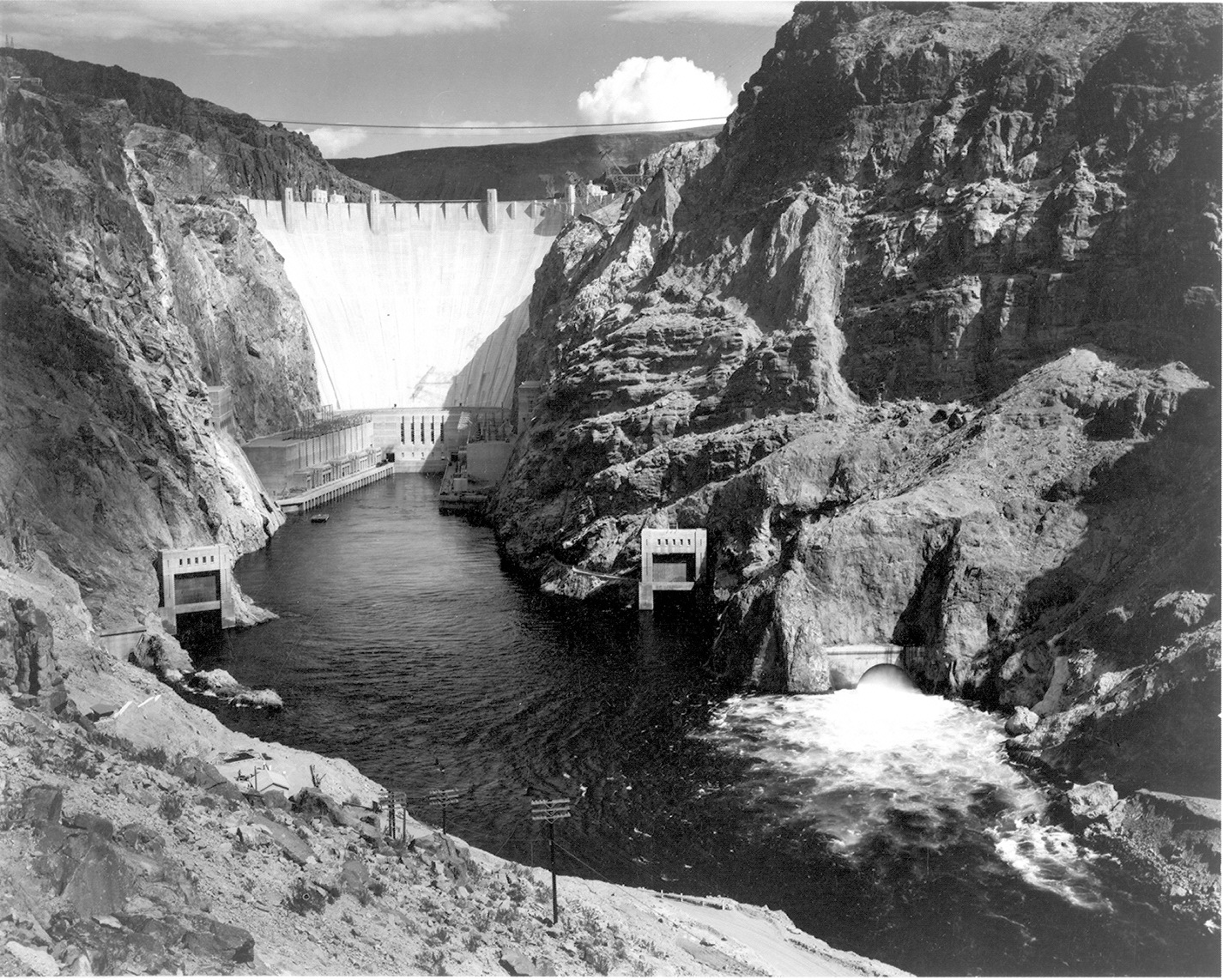
Aufnahme von 1942

Der erste Generator lieferte ab dem 26. Oktober 1936 elektrische Energie. Anschließend wurden die weiteren nach und nach in Betrieb genommen, der letzte im Dezember 1961. Damit hatte das Wasserkraftwerk eine Nennleistung von 1334,8 MW. Bis zum Jahre 1949 war es die leistungsstärkste Anlage der Welt, danach wurde der Titel an das Wasserkraftwerk der Grand-Coulee-Talsperre abgegeben.
Der Bau der Talsperre kostete 49 Millionen Dollar. In das Gesamtprojekt Boulder Canyon, zu dem neben dem Hoover Dam noch Imperial Dam und American Canal zählen, flossen 165 Millionen Dollar. Insgesamt arbeiteten etwa 21.000 Personen an der Verwirklichung des Projektes. Bei der Errichtung der Staumauer starben 96 der am Bau beteiligten Arbeiter infolge von Arbeitsunfällen. Dazu kamen rund 100 weitere Tote durch Hitzschlag, Infektionskrankheiten, Verkehrsunfälle, Gewaltverbrechen usw., die nicht als Arbeitsunfälle gezählt wurden.

## Namensgebung
Die Anlage wurde nach Herbert C. Hoover benannt, dem 31. Präsidenten der USA. Die Staumauer sollte ursprünglich im Boulder Canyon gebaut werden, deshalb begann das Projekt mit der Bezeichnung Boulder Dam, die noch in der offiziellen Anweisung zum Start des Baus vom 7. Juli 1930 durch Ray Lyman Wilbur, den Innenminister Hoovers, verwendet wurde. Schließlich entschied man sich jedoch, das Bauwerk im etwa 16 km stromaufwärts gelegenen Black Canyon zu verwirklichen, weil der dortige Felsuntergrund eine höhere Staumauer erlaubte; zu Beginn der offiziellen Bauphase sorgte Wilbur dafür, dass das Projekt in Hoover Dam umbenannt wurde. Herbert C. Hoover stellte sich zu diesem Zeitpunkt zur Wiederwahl als Präsident; die Verbindung seines Namens mit diesem Bauprojekt, das während der Weltwirtschaftskrise mehrere Tausend Arbeitsplätze schuf, sollte helfen, seine Wahlchancen zu erhöhen.
Hoover gewann die Wahl jedoch nicht, und am 8. Mai 1933 veranlasste Harold L. Ickes, der Innenminister des neuen Präsidenten Franklin D. Roosevelt, dass das Projekt wieder den Namen Boulder Dam erhielt, eine offizielle Umbenennung erfolgte aber nie. Unter Präsident Harry S. Truman wurde dieser Schritt rückgängig gemacht: Beide Kammern des Kongresses der Vereinigten Staaten stimmten im März und April 1947 einem Gesetzentwurf zur offiziellen Benennung der Talsperre nach Hoover zu, am 30. April 1947 unterschrieb schließlich Truman das Gesetz.
Im Deutschen finden sich als Übersetzung auch die Bezeichnungen Hoover-Damm, Hoover-Staudamm und Hoover-Talsperre sowie, mit Rücksicht auf die Bauweise, Hoover-Staumauer.

## Leistung

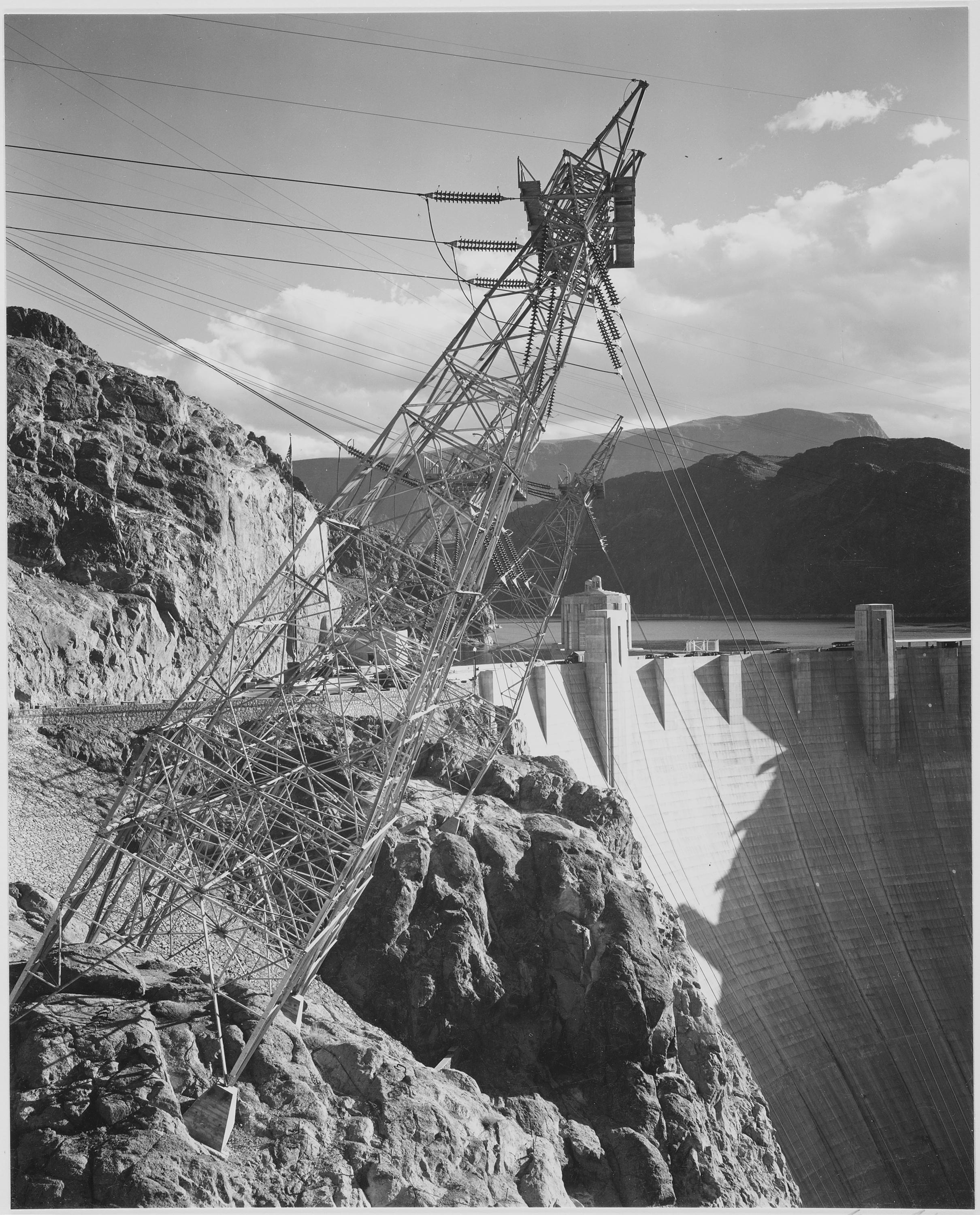
Geneigter Hochspannungsmast zur Einführung der Hochspannungsleitungen in das in der Schlucht gelegene Umspannwerk

Die elektrische Leistung der von den 17 Turbinen angetriebenen Generatoren beträgt mittlerweile etwa 2.080 MW. Die ursprünglichen Turbinen hatten nur eine Leistung von je 80 Megawatt; zwischen 1986 und 1993 wurden neue Turbinen mit einer Leistung von je 130 Megawatt eingebaut. Die heutige Leistung setzt sich aus 13 Turbinen mit je 130 MW, zwei 127-MW-, einer 68,5-MW- und einer 61,5-MW-Turbine zusammen. Jede dieser neuen Turbinen besteht aus 35 Tonnen Edelstahl, hat einen Durchmesser von 5 Metern und eine Höhe von 2 Metern. Die maximal rd. 900 Kubikmeter Wasserdurchfluss pro Sekunde (m³/s) sorgen für eine Drehzahl von 180 Umdrehungen pro Minute. Die Talsperre erzeugt jährlich ca. 4 TWh Strom. Durch den Verkauf dieser Energie finanziert sich das Projekt und trägt die laufenden Wartungskosten selbst.
Ungefähr 56 Prozent der erzeugten Energie werden nach Süd-Kalifornien geliefert. Hochspannungsmasten mussten als schiefe Konstruktion am Rand der senkrecht abfallenden Schlucht gebaut werden.

## Stausee
Der aufgestaute See weist eine Fläche von 63.900 Hektar (andere Angabe: 69.000 Hektar), eine Länge von rund 170 km und eine maximale Tiefe von etwa 180 Metern auf. Mit seinem Speicherinhalt von rund 35 km³ ist er der größte Stausee der USA. Zusammen mit dem am Colorado River weiter flussaufwärts liegenden Lake Powell (33 km³ Fassungsvermögen) wird er gemeinsam bewirtschaftet, um die Wasserversorgung im Südwesten der USA und von Mexiko zu optimieren. Vor dem Bau beeinträchtigten regelmäßige Überschwemmungen des Colorado sowie Dürreperioden das Leben der Siedler in den Südweststaaten, insbesondere in der Landwirtschaft. Der Wasserdurchlauf wird abhängig von der Menge des flussabwärts benötigten Wassers geregelt.

## Ökologische Nebenwirkungen
Der eigentlich warme und mit hoher Sedimentfracht (trüb-braune Farbe) ausgestattete Colorado-River verliert durch die Aufstauung seinen ursprünglichen Charakter. Im Stauraum sedimentieren die Feinstpartikel des aufgestauten Flusses auf dem Seegrund des Stausees ab. Das turbinierte Wasser wird meist aus größerer Tiefe entnommen, wo das Wasser aufgrund der Schichtung des Sees deutlich kälter ist. In Folge fließt der Colorado-River im Verlauf des Unterwassers als klarer, kühlerer Fluss weiter durch den Canyon. Dadurch werden heimische Fische des Colorado-River verdrängt; manche sind vom Aussterben bedroht (z. B. Ptychocheilus lucius).
Eine weitere ökologische Auswirkung der Talsperre ist das homogene Abflussregime. Da natürlich vorkommende Hochwässer durch die Talsperre abgepuffert werden, fehlen bereinigende Vorgänge im Flussbett. Dadurch kolmatiert („verstopft“) das Gewässerbett, was zum Beispiel die Entwicklung von bestimmten Fischeiern erschwert oder verhindert. Die fehlende Umlagerung von Gesteinen und die damit unterbundene Dynamik dieses Systems beeinflusst die Flora und Fauna nachhaltig.
Zur Linderung dieses Problems wird alle paar Jahre bei ausreichender Wasserkapazität ein künstliches Hochwasser erzeugt.

## Sonstiges
Der Hoover Dam wurde 1984 von der American Society of Civil Engineers in die List of Historic Civil Engineering Landmarks aufgenommen. Im August 1985 erhielt er den Status eines National Historic Landmarks.
Die Stadt Las Vegas verdankt dem Bau der Talsperre ihr heutiges Aussehen, denn nur durch das rund 50 km entfernte Bauprojekt, für das Tausende von Arbeitern benötigt wurden, wurde aus der 1905 gegründeten, kleinen Wüstensiedlung die heutige Spielermetropole. Im eigens für die Arbeiter und ihre Familien gebauten Boulder City waren Glücksspiel und Alkohol verboten, so dass es viele der Arbeiter in ihrer Freizeit in das nahe gelegene Las Vegas zog, das so innerhalb kurzer Zeit vor allem immer mehr Bars und Casinos zu bieten hatte.
Die Grenze zwischen den Bundesstaaten Arizona und Nevada verläuft genau in der Mitte der Staumauer. Das hat zur Folge, dass die östliche Hälfte der Hoover-Staumauer in die Zeitzone der Mountain Time (UTC-7 in Arizona) fällt, die westliche Hälfte in die Zone der Pacific Time (UTC-8 in Nevada). Der Zeitunterschied von einer Stunde lässt sich an zwei Uhren ablesen, die sich an den vorderen Entnahmetürmen befinden – im Sommer sind die angezeigten Zeiten allerdings gleich, da es in Arizona keine Sommerzeit gibt.
Über die Mauerkrone führt eine zweispurige Straße mit beidseitigen Gehwegen. Sie war über die rund 16 km lange, sehr kurvenreiche, in Arizona Kingman Wash Access Road und in Nevada Hoover Dam Access Road (NV-172) genannte Straße an beiden Enden mit dem heutigen U.S. Highway 93 verbunden. Als alte und oft überlastete US 93 musste sie den gesamten Verkehr aufnehmen.
Um den Verkehr zu entspannen, wurde der vierspurige „Hoover Dam Bypass“ mit der Mike O’Callaghan-Pat Tillman Memorial Bridge, also der heutige US 93 gebaut. Die Brücke sollte ursprünglich im Juni 2008 fertig werden. Im September 2006 stürzte in einem Sturm die Kabelkrananlage ein, sodass sich die Fertigstellung verzögerte. Die Verkehrsfreigabe erfolgte am 19. Oktober 2010 um 22 Uhr Ortszeit. Danach wurde die alte Straße für den Durchgangsverkehr gesperrt. Sie ist nur noch von Nevada aus erreichbar.

## Medien
- Weltwunder der Technik. Der Hoover-Damm. Dokumentation, GBR, 2004, 45 Min., Buch und Regie: Mark Everest, Produktion: BBC, Erstsendung: 3. Januar 2005[14]
- Der Hoover-Staudamm. Dokumentation, 44 Min., Produktion N24, Erstsendung: 19. August 2009,[15] und[16] von N24
- Der Hoover-Damm. Dokumentation, 2004, 14:29 Min., Meilensteine der Naturwissenschaft und Technik Folge 67

Die Hoover-Staumauer ist ein beliebter Handlungsort in Filmen, wie beispielsweise Superman, Transformers, Universal Soldier und San Andreas, sowie vieler Videospiele, wie beispielsweise Fallout: New Vegas, Duke Nukem Forever, Rainbow Six: Vegas, Grand Theft Auto: San Andreas und Freeciv. Sie diente darüber hinaus als Vorbild für die Staumauer der fiktiven „Black Mesa Research Facility“ in den Videospielen Half-Life und Black Mesa.
Als erster Musiker überhaupt gab Billy Idol am 8. April 2023 ein Konzert am Hoover-Dam. Das Konzert, das vor nur 250 Zuschauern stattfand, wurde zudem für einen Konzertfilm unter dem Titel Billy Idol: State Line - Live at Hoover Dam aufgezeichnet. Auf der DVD berichtet Billy Idol in der Einleitung über die Geschichte der Talsperre.